# Marbleton
Marbleton és una població dels Estats Units a l'estat de Wyoming. Segons el cens del 2000 tenia 720 habitants.

## Demografia
Segons el cens del 2000, Marbleton tenia 720 habitants, 268 habitatges, i 201 famílies. La densitat de població era de 408,8 habitants/km².
Dels 268 habitatges en un 42,5% hi vivien nens de menys de 18 anys, en un 64,2% hi vivien parelles casades, en un 6% dones solteres, i en un 25% no eren unitats familiars. En el 20,1% dels habitatges hi vivien persones soles el 2,2% de les quals corresponia a persones de 65 anys o més que vivien soles. El nombre mitjà de persones vivint en cada habitatge era de 2,69 i el nombre mitjà de persones que vivien en cada família era de 3,09.
Per edats la població es repartia de la següent manera: un 31,1% tenia menys de 18 anys, un 8,1% entre 18 i 24, un 33,1% entre 25 i 44, un 22,6% de 45 a 60 i un 5,1% 65 anys o més.
L'edat mediana era de 34 anys. Per cada 100 dones de 18 o més anys hi havia 105,8 homes.
La renda mediana per habitatge era de 41.406 $ i la renda mediana per família de 46.250 $. Els homes tenien una renda mediana de 38.250 $ mentre que les dones 17.500 $. La renda per capita de la població era de 18.446 $. Entorn del 3,2% de les famílies i el 4,2% de la població estaven per davall del llindar de pobresa.

## Poblacions més properes
El següent diagrama mostra les poblacions més properes.